# ديلان رايس
ديلان رايس (بالإنجليزية: Dylan Rice)‏ هو مغني أمريكي، ولد في 1976.